# Хлорамфенікол
Хлорамфенікол — природний антибіотик з групи амфеніколів[уточнити термін] для перорального і парентерального застосування. Виробництво препарату передбачає використання продуктів життєдіяльності Streptomyces venezuelae.

## Фармакологічні властивості
Хлорамфенікол — природний антибіотик з групи амфеніколів широкого спектра дії.[джерело?] Препарат має бактеріостатичну дію, порушуючи синтез білків у бактеріальних клітинах. До антибіотика чутливі такі збудники: сальмонели (в тому числі Salmonella typhi), стрептококи, пневмококи, Escherichia coli, Brucellaspp., Proteus spp., нейсерії, Yersinia pestis, Corynebacterium diphtheriae, Haemophilus influenzae, рикетсії, трепонеми, лептоспіри, хламідії. Препарат неактивний до стафілококів, туберкульозної палички та інших мікобактерій, Pseudomonas aeruginosa, найпростіших, грибків. Через високу частоту побічних ефектів і розвитку стійкості мікроорганізмів застосування препарату обмежене, його використовують для лікування тяжких інфекцій, при яких менш токсичні антибіотики неефективні.

### Фармакодинаміка
Хлорамфенікол швидко всмоктується з травного тракту, максимальна концентрація в крові після перорального прийому досягається через 2-3 години і є вищою, ніж концентрація після внутрішньом'язового введення. Після внутрішньовенного введення максимальна концентрація в крові досягається протягом 5-10 хв.,після внутрішньом'язового — через 30-45 хв. Біодоступність після перорального прийому становить 80 %, після внутрішньовенного — 100 %.Препарат добре проникає в усі тканини і рідини організму. Хлорамфенікол проникає через гематоенцефалічний бар'єр, через плацентарний бар'єр, виділяється в грудне молоко. При застосуванні у вигляді очної мазі добре проникає у внутрішньоочну рідину. Найбільші концентрації препарату виявляють в печінці, жовчі, нирках. Метаболізується препарат в печінці шляхом зв'язування з глюкуроновою кислотою. Період напіввиведення становить 1,5-3,5 годин в дорослих, у осіб з порушенням функції печінки та нирок може досягати 11 годин. У новонароджених дітей можлива кумуляція хлорамфеніколу і накопичення його токсичних метаболітів. Виводиться препарат з організму переважно з сечею, а також із жовчю і калом.

## Показання до застосування
Хлорамфенікол нині обмежено показаний при тяжкому перебігу інфекцій, які спричинюють чутливі до препарату мікроорганізми, тобто при таких хворобах: черевний тиф, паратифи, єрсиніоз кишковий, чума, бруцельоз, туляремія, рикетсіози, хламідіоз, бактеріальний менінгіт, інфекції жовчевивідних шляхів, перитоніт; виключно у тих випадках, коли застосування інших препаратів неможливе.

## Побічна дія
При застосуванні хлорамфеніколу можливі наступні побічні ефекти:
- Алергічні реакції — нечасто висипання на шкірі, кропив'янка, гарячка, свербіж шкіри, набряк Квінке, анафілактичний шок.[4]
- Реакції з боку системи крові і лімфатичної системи (найчастіші) — ретикулоцитопенія, панцитопенія, гранулоцитопенія, еритроцитопенія, анемія, гіпопластична та апластична анемія, агранулоцитоз, тромбоцитопенія, лейкопенія. Апластична анемія є доволі рідкісною побічною дією хлорамфеніколу (1:18 000-1:50 000 випадків застосування препарату), яка не залежить від дози, застосованої у хворого, у якого виникло дане ускладнення, та, найчастіше, є незворотньою.[5]
- З боку травної системи — нечасто нудота, блювота, здуття живота, діарея, порушення функції печінки, стоматит, глосит, кандидоз ротової порожнини, дисбіоз кишечника, псевдомембранозний коліт.[4]
- З боку нервової системи — рідко головний біль, енцефалопатія, делірій, галюцинації, зниження слуху і зору, психомоторні розлади, депресія, порушення свідомості[4]. При тривалому застосуванні у високих дозах зареєстровані також периферичні нейропатії та неврит слухового нерва. Неврит слухового нерва спостерігають також при застосуванні хлорамфеніколу у дітей із муковісцидозом.[5]
- У дітей — колапс, гіпертермія; «сірий синдром», який виникає переважно у новонароджених дітей і пов'язаний з незрілістю ферментів печінки, які переробляють хлорамфенікол, і проявляється нудотою, здуттям живота, ціанозом, вазомоторним колапсом, ацидозом.[5]
- Інші побічні дії — ендотоксична реакція (реакція Яріша-Герксгеймера) при парентеральному введенні, свербіж і набряк кон'юнктиви при застосуванні очних крапель.

Хоча побічні ефекти при застосуванні хлорамфеніколу спостерігають нечасто, застосування препарату обмежене у зв'язку із тяжкістю побічних реакцій препарату та швидким розвитком стійкості до нього патогенних мікроорганізмів.

## Протипокази
Хлорамфенікол протипоказаний при підвищеній чутливості до амфеніколів, при захворюваннях крові, при виражених порушеннях функції нирок або печінки, при захворюваннях шкіри (псоріаз, екзема, грибкові захворювання), порфірії, дефіциті глюкозо-6-фосфатдегідрогенази. Не застосовують у період вагітності та годування грудьми.

## Форми випуску
Хлорамфенікол випускають у вигляді таблеток по 0,25 і 0,5 г; таблеток-ретард по 0,65 г; капсул по 0,1; 0,25 і 0,5 г; 0,25 %; 1 %; 3 % і 5 % спиртового розчину для зовнішнього застосування у флаконах по 25 та 40 мл; 0,25 % розчину (очні краплі) у флаконах по 5 і 10 мл; 1 %, 2,5 % та 5 % лінімент у тубах по 25 і 30 г та 2,5 % — у банках по 25 і 60 г; порошку в флаконах для ін'єкцій по 0,5 і 1,0 г. Входить до складу мазей «Левомеколь», «Левовінизоль», «Левосин», «Іруксол».

## Синоніми
Chloramphenicol, Chloramphenicolum, Chlornitromycin, Cloramfenicol, Cloranfenicol, D-(−)-2,2-dichloro-N-(β-hydroxy-α-(hydroxymethyl)-p-nitrophenylethyl)acetamide, D-(−)-threo-1-p-nitrophenyl-2-dichloroacetylamino-1,3-propanediol, Laevomycetinum, Levomicetina, Левоміцетин (Levomycetin)

## Застосування у ветеринарії
Хлорамфенікол випускають для ветеринарного застосування у вигляді таблеток по 0,25 г; та використовують для лікування інфекцій, які спричинюють чутливі до антибіотика збудники, у свиней, великої рогатої худоби, овець, кіз та домашніх птахів.

## Інші амфеніколи
- Тіамфенікол